# Pero Ferreira Fogaça
Pero Ferreira Fogaça foi um navegador português.

## Biografia
Pêro Ferreira Fogaça foi capitão da  Armadas da Índia do vice-rei (1505). Era filho de Fernão Fogaça. Este fidalgo da Casa Real () era comendador de Puços e Maças na Ordem de Cristo . Ia nomeado feitor para a capitania de Quiloa, onde ficou com cerca de 80 homens, tendo sido depois substituído por Francisco Pereira Pestana e transferido para a fortaleza de Socotorá onde haveria de falecer em 1510. 